# Hidrogén-izocianid
| Hidrogén-izocianid                                                                                              |                                                |
| \| A hidrogén-izocianid szerkezete \| A hidrogén-izocianid kalottamodellje \|                                   |                                                |
| IUPAC-név | hidrogén-izocianid, azanilidíniummetanid       |
| Más nevek | izohidrociánsav, hidroizociánsav, izoporoszsav |
| Kémiai azonosítók                                                                                               |                                                |
| CAS-szám | 6914-07-4                                      |
| PubChem | 6432654                                        |
| ChemSpider | 4937885                                        |
| ChEBI | 36856                                          |
| SMILES | [C-]#[NH+]                                     |
| InChI | 1/CHN/c1-2/h2H                                 |
| InChIKey | QIUBLANJVAOHHY-UHFFFAOYSA-N                    |
| Beilstein | 2069401                                        |
| Gmelin | 113                                            |
| Kémiai és fizikai tulajdonságok                                                                                 |                                                |
| Kémiai képlet                                                                                                   | HNC                                            |
| Moláris tömeg                                                                                                   | 27.03 g/mol                                    |
| Ha másként nem jelöljük, az adatok az anyag standardállapotára (100 kPa) és 25 °C-os hőmérsékletre vonatkoznak. |                                                |
| A hidrogén-izocianid szerkezete                                                                                 | A hidrogén-izocianid kalottamodellje           |

A hidrogén-izocianid szervetlen vegyület, képlete HNC. A hidrogén-cianid (HCN) tautomerje. Asztrokémiai fontosságát a csillagközi térben való gyakorisága okozza

## Nevezéktan
A hidrogén-izocianid és az azanilidíniummetanid is a HNC helyes neve. Nincs preferált név. A második név a szubsztitutív nevezéktannak felel meg, és az azán (NH3) és a metanid (CH−3) nevekből származik.

## Jellemzők
A hidrogén-izocianid (HNC) lineáris háromatomos molekula C∞v pontcsoport-szimmetriával Ikerionos vegyület, és a hidrogén-cianid (HCN) tautomerje. A HNC és a HCN dipólusmomentuma hasonló: {\displaystyle \mu _{\mathrm {HNC} }=3{,}05\ \mathrm {D} ,\mu _{\mathrm {HCN} }=2{,}98\ \mathrm {D} .} E nagy dipólusmomentum miatt könnyen észlelhetők e molekulák a csillagközi térben.

### HNC–HCN tautoméria
Mivel a HNC energiája a HCN-nél 3920 cm−1-nel (46,9 kJ/mol) nagyobb, ez alapján az egyensúlyi arány {\displaystyle \left({\frac {[\mathrm {HNC} ]}{[\mathrm {HCN} ]}}\right)_{eq}\approx 10^{-25}} lenne 100 K alatt. Azonban megfigyelések szerint {\displaystyle \left({\frac {[\mathrm {HNC} ]}{[\mathrm {HCN} ]}}\right)_{obs}} sokkal nagyobb 10−25-nél – hideg környezetben akár 1 közelében is lehet. Ez azért van, mert a tautomerizáció aktivációs energiája közel 12 000 cm−1, mely a HNC semleges-semleges reakciók általi megsemmisítését okozó hőmérsékletet jelent.

## Spektrum
A gyakorlatban a HNC gyakran a mintegy 90,66 GHz-en történő {\displaystyle J=1\to 0} átmenettel figyelhető meg. Ez a rádiósávhoz tartozik, így a HNC igen egyszerűen megfigyelhető. Sok hasonló molekula, például a HCN is nagyjából e sávban figyelhető meg.

## Jelentősége a csillagközi térben
A HNC számos más fontos anyag keletkezéséhez és bomlásához kapcsolódik a HCN-en, a protonált hidrogén-cianidon (HCNH+) és a cianidon kívül. A HNC számos más vegyület mennyiségéhez is kapcsolódik. Így a HNC megértése számos más vegyület megértéséhez vezet – a HNC fontos a csillagközi kémiában.
Ezenkívül a HNC és a HCN gyakori nyomjelző a molekuláris felhőkben. A gravitációs összeomlás vizsgálatára való használhatóság mellett a HNC-mennyiséggel (más nitrogéntartalmú molekulákhoz képest) a presztelláris magok állapota is meghatározható.
A HCO+/HNC arány gázsűrűségmérésre is használható. Ez az (ultra)fényes infravörös galaxisok ((U)LIRG) keletkezésének megismerését is lehetővé teszi, mivel a környezetről, a csillagkeletkezésről és a fekete lyukak működéséről is információt ad. Ezenkívül a HNC/HCN arány lehetővé teszi foto- és röntgendisszociációs régiók megkülönböztetését: előbbiben [HNC]/[HCN] nagyjából 1, utóbbiban 1-nél nagyobb.
A HNC tanulmányozása viszonylag egyszerű. Azon kívül, hogy a {\displaystyle J=1\to 0} átmenete az atmoszférikus sávban van, valamint számos izotopomerje és nagy dipólusmomentuma van, a HNC egyszerű molekula. Így a létrejöttét és bomlását okozó reakció-útvonalak tanulmányozása az űrbéli reakciók megismerésének jó módszere. Ezenkívül a HNC–HCN tautomerizáció összetettebb izomerizációk modellje is.

## A csillagközi térben
A HNC elsősorban sűrű molekuláris felhőkben található, de gyakori a csillagközi térben. Gyakorisága más nitrogénvegyületek gyakoriságához kapcsolódik. A HNC elsősorban HNCH+ és H2NC+ disszociatív rekombinációjával keletkezik, illetve H+3 és C+ ionokkal való ion-semleges reakciókkal bomlik. A sebességszámítások 3,16·105 évnél (korai univerzum) és 20 K-en (a sűrű molekulafelhők jellemző hőmérséklete) történtek.
| Keletkezés | Keletkezés | Keletkezés | Keletkezés | Keletkezés        | Keletkezés     | Keletkezés       |
| 1. reagens | 2. reagens | 1. termék  | 2. termék  | Sebességi állandó | Sebesség/[H2]2 | Relatív sebesség |
| ---------- | ---------- | ---------- | ---------- | ----------------- | -------------- | ---------------- |
| HCNH+      | e−         | HNC        | H          | 9,50·10−8         | 4,76·10−25     | 3,4              |
| H2NC+      | e−         | HNC        | H          | 1,80·10−7         | 1,39·10−25     | 1,0              |
| Bomlás     |            |            |            |                   |                |                  |
| 1. reagens | 2. reagens | 1. termék  | 2. termék  | Sebességi állandó | Sebesség/[H2]2 | Relatív sebesség |
| H+3        | HNC        | HCNH+      | H2         | 8,10·10−9         | 1,26·10−24     | 1,7              |
| C+         | HNC        | C2N+       | H          | 3,10·10−9         | 7,48·10−25     | 1,0              |

E 4 reakció csak a 4 legjellemzőbb, így a 4 legjelentősebb  HNC-mennyiségek kialakulásában – több tucat további reakció vesz részt a HNC keletkezésében és bomlásában. Bár e reakciók elsősorban protonált molekulákat adnak, a HNC számos más nitrogéntartalmú molekula, például az NH3 és a CN mennyiségéhez is kapcsolódik. A HNC mennyisége szorosan kötődik a HCN-éhez, és a kettő környezettől függő arányban létezik, mivel a HNC-t létrehozó reakciók a körülményektől függően HCN-t is létrehozhatnak, illetve a két molekula egymásba át tud alakulni.

## Észlelés
A HCN-t (nem a HNC-t) először L. E. Snyder és D. Buhl észlelték a National Radio Astronomy Observatory 11 m-es rádióteleszkópjával. A fő izotopomert (H12C14N) {\displaystyle J=1\to 0} átmenete révén észlelték 88,6 GHz-en 6 különböző forrásból (W3 (OH), Orion A, Sgr A (NH3A), W49, W51, DR 21 (OH)). Egy másik izotopomert, a H13C14N-t 86,3 GHz-en történő {\displaystyle J=1\to 0} átmenete révén észlelték az Orion A-ban és a Sgr A (NH3A)-ban. Az extragalaktikus HCN-t 1988-ban az IRAM 30-m révén észlelték C. Henkel és társai a spanyolországi Pico de Veletán az IC 342-nél 90,7 GHz-en lévő {\displaystyle J=1\to 0} átmenete révén.
Számos észlelés történt a [HNC]/[HCN] arányának hőmérsékletfüggésének megerősítésekor. A hőmérséklet és a koncentrációarány összekapcsolása lehetővé teszi az arány spektroszkópiai észlelését, így az anyag környezetének megismerését is. A HNC és HCN eltérő izotopomerjeinek gyakoriságaránya az OMC-1-en a melegebb és hidegebb részek közt több mint egy nagyságrenddel eltér. 1992-ben a HNC, HCN és ezek deutériumos megfelelői OMC-1-nél lévő koncentrációit Schilke és társai megmérték, megerősítve a koncentrációarány hőmérsékletfüggését. A W 3 molekulafelhő 1997-es felmérése több mint 14 molekula több mint 24 izotopomerjét mutatta ki, például a HNC-t, a HN13C-t és a H15NC-t. Ez megerősítette a koncentrációarányt, ez azonban az izotopomerek arányát is megerősítette.
Ezek nem az egyetlen HNC-észlelések a csillagközi térben. 1997-ben HNC-t észleltek a TMC-1-en, ahol HCO+-hoz viszonyított koncentrációaránya állandónak bizonyult – így feltehetően a HNC a HCO+-ból származik. Egy 2006-os észlelés a HNC-megfigyelés gyakorlati hasznát mutatta be, ahol számos nitrogénvegyületet (például HN13C és H15NC) használtak a Cha-MMS1 presztelláris mag állapotának meghatározására a koncentrációarány alapján.
2014. augusztus 11-én hasonló kutatások jelentek meg az Atacama Large Millimeter/Submillimeter Array (ALMA) első használatakor, melyek a HCN, a HNC, a H2CO és a por arányát mutatták be a Lemmon és az ISON üstökösök kómáiban.